# رؤیای هرمان یوسف مقدس
''رؤیای هرمان یوسف مقدس'' (به انگلیسی: The Vision of the Blessed Hermann Joseph) یا نامزدی عرفانی هرمان یوسف مقدس با مریم مقدس (به انگلیسی: The Mystical Engagement of the Blessed Hermann Joseph to the Virgin Mary)، یک نقاشی مربوط به سال‌های ۱۶۲۹–۱۶۳۰ اثر نقاش بلژیکی، آنتونی ون دایک است. این نقاشی یکی از چندین نقاشی سفارش‌داده‌شده به ون دایک توسط انجمن ژزوئیت در آنتوِرپ بود، که او در سال ۱۶۲۸ به عضویت آن درآمده بود. این تابلو هم‌اکنون در موزهٔ تاریخ هنر وین نگهداری می‌شود.